# 穏健
穏健（おんけん、英: Moderate）とは、特に政治や宗教における急進的ないし過激な観点への拒否を示すイデオロギーの分野である。
穏健派とは、過激な観点や大幅な社会変動を避ける主流・本流の位置を占める人であると考えられており、また、アメリカ合衆国の政治においては、左右の政治的スペクトルにおける中道を占める人であると考えられている。

## 歴史
アリストテレスは、富裕層・貧困層の過激派、あるいは少数の権力者たちや僭主たちの特別な権益よりも中道に支配された調停的・融和的な政治を好んだ。